# Maanwaterjuffer
De maanwaterjuffer (Coenagrion lunulatum) is een juffer uit de familie van de waterjuffers (Coenagrionidae). De wetenschappelijke naam van de soort werd in 1840 als Agrion lunulatrum gepubliceerd door Toussaint von Charpentier.

## Kenmerken
De grootte van de maanwaterjuffer is 30 tot 33 millimeter. De juffers zijn groen aan de onderkant van de ogen. Het mannetje is donker met wat blauwe tekening. Segment 8 en 9 zijn flink blauw, evenals segment 2 waarop zich het naamgevende zwarte maantje bevindt. Het vrouwtje is overwegend donker, met blauwe of groene tekening op het borststuk en segmenten 8 en 9. Op segment 8 is in het zwart een klokvorm herkenbaar.

## Levenswijze
De maanwaterjuffer vliegt van april tot in juli. Ze is vooral te vinden in Noordoost-Europa, niet in Groot-Brittannië maar wel in Ierland - waardoor de soort in het Engels Irish damselfly heet. Ze is in Nederland en België vrij zeldzaam. De maanjuffer heeft een eenjarige levenscyclus. De larven gaan volgroeid de winter in en sluipen in het voorjaar uit (eind april tot eind juni).
In een geschikt biotoop en bij geschikte weersomstandigheden kunnen imago's plotseling massaal aanwezig zijn. Imago's vliegen vooral aan de rand van open water en uit het water stekende vegetatie (veenpluis, snavelzegge, pitrus e.d.). Ook kan de soort verder van het water aangetroffen worden zoals bij struiken en ruigtes. De eitjes worden in tandem onder de waterspiegel afgezet in stengels van verschillende plantensoorten.

## Habitat
De maanwaterjuffer geeft de voorkeur aan zure, maar niet sterk verzuurde vennen. Daarnaast komt de soort ook voor in gebieden met hoogveen en zand- of leemplassen. Deze plassen zijn meestal recent gegraven.

## Bedreigingen en bescherming
Op de Vlaamse Rode Lijst libellen van 2021 wordt de soort Met uitsterven bedreigd
Op de Nederlandse Rode lijst (libellen) van 2015 is de maanwaterjuffer opgenomen als kwetsbaar. 